# Asklanda distrikt
Asklanda distrikt är ett distrikt i Vårgårda kommun och Västra Götalands län. 
Distriktet ligger sydost om Vårgårda. 

## Tidigare administrativ tillhörighet
Distriktet inrättades 2016 och utgörs av socknen Asklanda i Vårgårda kommun.
Området motsvarar den omfattning Asklanda församling hade vid årsskiftet 1999/2000.